# Dave Legeno
Dave Legeno est un acteur britannico-américain, ex-boxeur et ex-pratiquant des Arts martiaux mixtes, né le 12 octobre 1963 à Marylebone, quartier de  Londres, en Angleterre, et mort le 6 juillet 2014 dans la Vallée de la Mort, en Californie.

## Biographie

### Carrière
Après avoir travaillé comme videur, Dave Legeno devient compétiteur professionnel de MMA en 2005.
Son premier rôle comme acteur est dans Snatch en 2000, mais son rôle le plus notable est celui de Fenrir Greyback, le loup-garou dans Harry Potter et le Prince de sang-mêlé de David Yates entre 2009 et 2011.
L'Honneur des guerriers, sorti en 2015 et où il a tenu son dernier rôle, est dédié à sa mémoire.

### Décès
Lors d'une randonnée dans la Vallée de la Mort, un couple de randonneurs a retrouvé son corps le 6 juillet 2014. Sa mort est annoncée le 11 juillet, après identification du corps. Il serait mort de chaleur, possiblement par déshydratation.

## Filmographie
- 2000 : Snatch : Tu braques ou tu raques (Snatch) : John
- 2000 : Hope & Glory (série TV) : Royston Warrior
- 2002 : The Bill (série TV) : Pete Wilson
- 2004 : The Getaway: Black Monday (jeu vidéo) : Eddie O'Connor
- 2005 : EastEnders (feuilleton TV) : Tudor
- 2005 : Batman Begins : League of Shadows Warriors
- 2005 : The Last Detective (série TV) : Justin
- 2005 : Hell to Pay (vidéo) : Big Vic
- 2006 : Alex Rider : Stormbreaker (Stormbreaker) : Bear
- 2007 : Outlaw :Ian Furlong
- 2007 : Rise of the Footsoldier : Big John
- 2007 : Elizabeth : L'Âge d'or (Elizabeth: The Golden Age) : Executioner
- 2007 : Emmerdale Farm (série TV) : Seamus Flint
- 2008 : Bienvenue au cottage (The Cottage) : The Farmer
- 2008 : West 10 LDN (TV) : Older Man
- 2009 : Harry Potter et le Prince de sang-mêlé (jeu vidéo) : Fenrir Greyback
- 2009 : Harry Potter et le Prince de sang-mêlé : Fenrir Greyback
- 2009 : Commando d'élite : Oleg Kazov
- 2009 : Tueur d'État (The Fixer) (série TV) : Marty
- 2009 : 44 Inch Chest : Brighton Billy
- 2010 : MI-5 (TV) : Gilles Rigaut
- 2010 : Centurion : Vortix
- 2010 : Lennon Naked (TV) : Les
- 2010 : Dead Cert : Yuvesky
- 2010 : Bonded by Blood : Jack Whomes
- 2010 : Bulla : Gypsy Dave
- 2010 : Harry Potter et les Reliques de la Mort - Partie 1 : Fenrir Greyback
- 2011 : Harry Potter et les Reliques de la Mort - Partie 2 : Fenrir Greyback
- 2011 : De grandes espérances : Borrit
- 2012 : Titanic : Le matelot Davis
- 2015 : L'Honneur des guerriers  : Olaf, un chevalier du clan bartok
- 2015 : Enemy Of Man : Angus